# サガン鳥栖 夢超戦2006 〜J1への道〜
『サガン鳥栖 夢超戦2006』（サガンとす ゆめちょうせんにせんろく ジェイワンへのみち）は、2006年3月4日から同年12月30日までサガテレビで放送されたサガン鳥栖の応援番組。放送時間は毎週土曜 11:30 - 11:45 （原則）。
前身番組は2005年7月から12月初旬まで木曜深夜に放送されていた『サガン鳥栖 夢激闘2005』で、2006年シーズンの開始に伴い、タイトルを変えてリニューアルした。

## 主な放送内容
- 試合ダイジェスト - 前の試合を振り返る。
- 選手リレートーク - ある選手が別の選手の紹介をリポートする形式で進行。
- PLAYERS FILE - 選手紹介コーナーで、選手一人をピックアップしていた。
- 次の試合のポイントをフリーライターが紹介するコーナー
- 視聴者プレゼント

上記以外にも、不定期で企画を実施していた。

## パーソナリティ
- YUYA （サガン鳥栖のスタジアムDJ）

## その他
- サガン鳥栖のホームゲームにおいても、鳥栖スタジアムの大型ビジョンで流されていた。